# Dirk Gently's Holistic Detective Agency
Dirk Gently's Holistic Detective Agency ("Agência do Detetive Holístico Dirk Gently" traduzindo literalmente para o português brasileiro) é uma serie original da BBC America em parceria com a Netflix criada por Max Landis. Baseada nos livros de mesmo nome de Douglas Adams, é protagonizada por Samuel Barnett e Elijah Wood. Estreou nos Estados Unidos em 22 de outubro de 2016 e, mundialmente, pela Netflix, no dia 11 de dezembro do mesmo ano.

## Elenco
- Samuel Barnett como Dirk Gently, um excêntrico detetive "holístico", que entende tudo no universo para ser interligado. Ele não resolve casos por meios convencionais, mas sim pelo destino seguinte. É revelado que ele fazia parte de uma organização governamental que estudava pessoas com habilidades "especiais", como ele é um pouco psíquico. Ele se carrega como excitante e otimista, com uma máscara sobre sua própria solidão e insegurança.
- Elijah Wood como Todd Brotzman, o companheiro/assistente relutante de Dirk. Um carregador que gasta todo seu dinheiro para ajudar sua irmã, Amanda, a pagar seu tratamento para pararibulite, uma doença que ele alega ter sido curado. Mais tarde, revelou-se que ele mentiu sobre ter tido, e vivia um padrão de engano e roubo. Ele agora tenta aliviar sua culpa cuidando de sua irmã. No final da temporada 1, ele sofre afligido pela pararibulite.
- Hannah Marks como Amanda Brotzman, a irmã de Todd que sofre de pararibulite, uma doença hereditária inventada para o show que faz com que ela sofra alucinações vívidas e dolorosas. Amanda depois se junta ao Rowdy 3, que a ajuda a gerenciar suas alucinações.
- Fiona Dourif como Bart Curlish, uma assassina "holística" que sente que o universo a leva a pessoas que ela tem que matar. Ela afirma que o universo não permitirá que ela morra. Ela sente que deve matar Dirk, apesar de não saber quem ele é. Ela e Dirk pretendem ser como um espelho um do outro, mesmo que nunca tenham se encontrado, dizendo ou ouvindo linhas de diálogo semelhantes em suas respectivas vidas. Apesar de sua vida terrível e suas visões de morte, Bart é de muitas maneiras inocente e infantil.
- Jade Eshete como Farah Black, uma oficial de segurança eficiente e difícil com o TOC. Depois que seu chefe milionário é morto e sua filha sequestrada, Farah está decidida a resolver o caso junto com Dirk e Todd. Ela faz todas as tentativas de manter o grupo seguro, mesmo que ela mesma não tenha tanta certeza de que ela seja capaz de fazer isso.
- Mpho Koaho como Ken, um eletricista que Bart rapta e força para viajar com ela. Embora a maior parte do seu trabalho recente tenha sido de natureza criminosa, ele admite que é devido ao seu desespero por um salário e tem medo de qualquer agitação. Na segunda temporada, ele se torna supervisor da Blackwing.
- Michael Eklund como Martin, o líder de um grupo anarquista chamado Rowdy 3. Notavelmente, o Rowdy 3 é composto por quatro pessoas, e mais tarde cinco, e são algumas das pessoas estudadas pela organização governamental rastreando Dirk. Eles foram originalmente classificados como vampiros, já que se alimentam comendo energia emocional das pessoas.
- Dustin Milligan como Sgt. Hugo Friedkin, um agente do governo malvado rastreando Dirk.
- Osric Chau como Vogel (segunda temporada; recorrente na 1ª temporada), o membro mais jovem do Rowdy 3.

### Recorrente
Introduzido na Temporada 1
- Neil Brown Jr. como detetive Estevez, parceiro de Zimmerfield.[1]
- Richard Schiff como Det. Zimmerfield, um detetive de pessoas desaparecidas e parceiro de Estevez.[1]
- Miguel Sandoval como coronel Scott Riggins, agente do governo e sargento. O comando do Friedkin.[1]
- David Lewis como agente Weedle, um agente do FBI em desacordo com detetives Estevez e Zimmerfield
- Viv Leacock como Gripps, um membro do Rowdy 3.
- Zak Santiago como Cross, um membro do Rowdy 3.
- Aaron Douglas como Gordon Rimmer, o principal antagonista da temporada 1; um homem desesperado obcecado por ganhar poder, prolongar sua vida e recuperar seu cachorro.
- Michael Adamthwaite como Zed, um membro-chave dos Homens da Máquina.
- Christian Bako como Ed, um membro-chave dos Homens da Máquina.
- Alison Thornton como Lydia Spring, uma herdeira desaparecida e filha do assassinado Patrick Spring.
- Julian McMahon como Patrick Spring / Edgar Spring / Zackariah Webb, um milionário assassinado e pai da Lydia Spring. Ele revelou-se um inventor, originalmente do século XIX, que acidentalmente descobriu viagens no tempo através de suas experiências com eletricidade.
- Mackenzie Gray como Lux Dujour, uma estrela de rock desaparecida.

Introduzido na temporada 2
- Alan Tudyk como o Sr. Priest, um caçador de recompensas implacável, perigoso e violento trabalhando para Blackwing.
- John Hannah como The Mage, um poderoso mago que aproveita muito as suas injurias, procura conquistar um mundo não dele.
- Tyler Labine como Sherlock Hobbs, um xerife pouco estimulado, mas muito entusiasmado da cidade pequena que está ansioso para ajudar Dirk e a equipe a resolver um novo mistério. Labine anteriormente estrelou ao lado de Tudyk no filme de terror comédia  Tucker & Dale vs. Evil .
- Izzie Steele como Tina Tevetino, assistente do xerife Hobbs, que está extremamente descontraída sobre a vida e a lei e está feliz que Dirk e o novo mistério de seus amigos estão trazendo a emoção tão necessária para sua vida cotidiana, que atualmente é aborrecido.
- Amanda Walsh como Suzie Boreton, uma mãe despretensiosa, insegura e deprimida. Ela mais tarde se torna uma bruxa poderosa e tenta conquistar Wendimoor.
- John Stewart como Bob Boreton, marido trabalhador de Suzie, um trabalhador de manutenção de motel.
- Jared Ager-Foster como Scott Boreton, o filho delinquente de Bob e Suzie.
- Christopher Russell como Panto Trost, o filho mais velho do Trost, ele deixa Wendimoor em busca de Dirk e forja uma improvável amizade com Bart.
- Lee Majdoub como Silas Dengdamor, o filho mais velho da Dengdamor e amante de Panto.
- Ajay Friese como Farson Dengdamor, o irmão mais novo de Silas, seu desaparecimento produziu conflitos entre os Trosts e os Dengdamors.
- Aleks Paunovic como Wygar Oak, um imponente guerreiro e responsável pela família Dengdamor.
- Emily Tennant como The Beast, uma criatura de cabelo ardente de Wendimoor que se torna apaixonada por Dirk. Ela mais tarde se junta a Amanda e ao Rowdy 3.
- Alexia Fast como Mona Wilder, a.k.a. "Projeto Lamia", shapeshifter e auto-descrita "atriz holística". Ela é um sujeito de teste Blackwing e amigo íntimo de Dirk, que o acompanhou desde antes do caso Spring, tendo assumido a forma de seu "Panic Pete" stress toy.

## Produção
No dia 23 de março de 2016, foi anunciado que Elijah Wood era o primeiro contratado do elenco da nova serie da BBC Americana que iria adaptar os livros Dirk Gently's Holistic Detective Agency escritos por Douglas Adams. Wood dará vida a Todd, assistente do detetive do título que não se considera um coadjuvante em seu trabalho. Juntos, os dois investigarão um grande mistério por temporada, se aproximando da verdade a cada episódio. Max Landis assina o roteiro e produz o programa ao lado da BBC America, da AMC Studios e da IDW Entertainment. Os oito episódios do primeiro ano de Dirk Gently tinham previsão de estreia no terceiro trimestre de 2016 na época.
No dia 25 de julho, a serie ganhou seu primeiro trailer durante a San Diego Comic-Con 2016, com previsão de estreia para 22 de outubro.
No dia 23 de agosto, a Variety anunciou que a serie seria produzida pela Netflix, que também adquiriu os direitos para a exibição fora dos Estados Unidos, a serie ganhou data de estreia apenas no Estados Unidos para 22 outubro, enquanto seu lançamento mundial estava previsto para dezembro pelo serviço de streaming da Netflix.
No dia 1 de setembro, a serie ganhou um novo trailer.
No dia 14 de novembro, a Netflix anunciou a data de estreia mundial da primeira temporada da serie com os 8 episódios para 11 de dezembro. No dia 21, a BBC renovou a serie para sua segunda temporada.
Em 18 de dezembro, ainda de 2017, a BBC anunciou o cancelamento da série.
Mesmo após o cancelamento da série, muitos fãs se mobilizaram em prol de seu retorno. Sem sucesso, produtores reafirmaram o fim do programa.

## Critica
Dirk Gently's Holistic Detective Agency teve recepções favoráveis por parte da crítica especializada. No Rotten Tomatoes, a série recebeu uma aprovação de 72%, com base em 25 avaliações, com uma classificação média de 6.54/10. No site Metacritic, a série tem uma nota de 62 em 100, com base em 14 críticos.